# Emballonuridae
Emballonuridae  é uma família de morcegos tropicais e sub-tropicais encontrados em todo o globo.

## Classificação
- Família Emballonuridae Gervais, 1855
  - Subfamília Taphozoinae Jerdon, 1874
    - Saccolaimus Temminck, 1838
    - Taphozous É. Geoffroy, 1813

  - Subfamília Emballonurinae Gervais, 1855
    - Balantiopteryx Peters, 1867
    - Centronycteris Gray, 1838
    - Coleura Peters, 1867
    - Cormura Peters, 1867
    - Cyttarops Thomas, 1913
    - Diclidurus Wied-Neuwied, 1820
    - Emballonura Temminck, 1838
    - Mosia Gray, 1843
    - Peropteryx Peters, 1867
    - Rhynchonycteris Peters, 1867
    - Saccopteryx Illiger, 1811
    - Desmodontinae